# Linda Kozlowski
Linda Kozlowski (Fairfield, Connecticut, 7 de enero de 1958) es una actriz estadounidense, más conocida por su participación junto con Paul Hogan en la saga Cocodrilo Dundee, a fines de la década de 1980 y principios de la de 1990.

## Trayectoria artística
Inició sus estudios de arte dramático en el Andrew Warde Institute cuando tenía 17 años; además, complementó su educación con clases de ópera en la prestigiosa Academia Juilliard. En 1981 realizó su debut en una obra teatral llamada How It All Began.
En 1982 consiguió un papel en la serie televisiva Nurse y en 1985 apareció interpretando un papel en una adaptación televisiva de la obra de Arthur Miller Muerte de un viajante.
En 1986 llegó su papel más importante, la reportera Sue Charles, en la película Cocodrilo Dundee junto con el actor australiano Paul Hogan. La pareja de actores se proyecta espontáneamente en este filme de bajo presupuesto y obtiene un éxito inesperado. Kozlowski obtuvo una nominación al premio Globo de Oro como mejor actriz secundaria. Además, ambos actores, que tienen una relación en la pantalla, terminaron enamorándose en la vida real; Hogan se divorció de su esposa Noele después de 32 años de matrimonio para casarse con Kozlowski.
La pareja contrajo matrimonio en 1990. A pesar de la nominación, Kozlowski no logró contratos estelares en Hollywood debido a que la figura de Hogan se sobrepuso a la de su flamante esposa. Kozlowski apareció en la comedia Pass the Ammo (1988).
Aprovechando la química proyectada en pantalla en Cocodrilo Dundee, Hogan y Kozlowski intentaron repetir dicha experiencia en la comedia satírica Almost an Angel (1990), sin conseguir el éxito esperado. Kozlowski abandonó temporalmente las tablas para permanecer junto a su esposo. En 1993 la actriz pareció encasillarse en papeles similares al de Cocodrilo Dundee y apareció en las películas en roles similares tales como Diagnóstico de un psicópata (1993) y Backstreet Justice (1994), sin mayores consecuencias para su trayectoria.
En 1995, el director John Carpenter le otorgó un papel secundario en la adaptación de El pueblo de los malditos. Participó en el filme para televisión Shaughnessy (1996) y Kozlowski decidió dejar la actuación para dedicarse a su hijo Chance y a su esposo. En 1998, un paparazzi fotografió a la pareja en una playa y aparentemente la actriz había perdido la notable belleza que la había hecho famosa, belleza y figura que logró recuperar en 2000.
En 2001, Kozlowski intentó resucitar a Sue Charles en la continuación de la saga llamada Cocodrilo Dundee en Los Ángeles, que no logró repetir los éxitos del filme inicial donde se conocieron, puesto que la química que los hizo famosos no fue percibida en dicha película, recibiendo solo una taquilla discreta. Kozlowski finalmente decidió retirarse de la actuación, dedicarse a su familia y a la administración de un rancho en Australia, junto con su esposo, y ocasionalmente apareció en actos públicos con una presencia desmejorada.
En 2013, solicitó sorpresivamente el divorcio de su esposo Paul Hogan después de 25 años, aludiendo Kozlowski que no había ningún interés compartido y que no había nada en común en sus vidas. Para Hogan, fue muy sorpresiva la decisión de su entonces esposa. Kozlowski obtuvo una indemnización acordada con Hogan que le permitió realizar negocios inmobiliarios en Los Ángeles y la separación fue en términos amistosos.
La pasión de Linda Kozlowski por viajar le abrió la puerta para volver a encontrar el amor tras su divorcio de Paul Hogan. Después de su separación, Kozlowski hizo un viaje a Marruecos, donde fue guiada por el guía turístico local Moulay Hafid Baba. Según le contó a Luxe Beat, la atracción fue inmediata. "Supimos en un instante que nos conocíamos desde hace mil años, que fue un momento mágico en nuestras vidas", dijo efusivamente.
A fines de 2017, el Globe de Australia informó que Kozlowski y Baba se habían casado y alegó que la noticia dejó a Hogan "atónito". Una fuente anónima le dijo al medio que Hogan "quiere que Linda sea feliz, pero probablemente desearía que ella estuviera con él". La fuente agregó: "Todavía hay una parte de él que siempre amará a Linda y tal vez pensó que todavía terminarían juntos".